# Pico Diamante
O Pico Diamante foi uma embarcação pesqueira especializada na captura do peixe-espada-preto propriedade da empresa madeirense Sociedade de Pescas Lda. que se afundou no Oceano Atlântico a 300 quilómetros a sudoeste da Ilha do Pico causando a morte ao mestre da embarcação, João José de Abreu.

## Dados da embarcação
A embarcação Pico Diamante, especializada na captura de peixe espada preto, foi inaugurada no dia 18 de Abril de 2007 com a presença do Presidente do Governo Regional da Madeira, Dr. Alberto João Jardim.
Esta embarcação pesqueira, propriedade da empresa Sopeixe Madeira – Sociedade de Pescas, Lda., terá custado cerca de 827 mil euros e significou um reforço na qualidade da frota pesqueira madeirense. A construção do Pico Diamante beneficiou do apoio comunitário previsto no POPRAM II – MARRAM sendo que a União Europeia custeou 50% do valor do barco e o restante encargo foi suportado pelo armador. O espadeiro, de cerca de 15 metros de comprimento e com capacidade para 37 m³ de pescado, funcionava com uma tripulação de 10 homens, todos residentes em Câmara de Lobos, liderados pelo experiente mestre João José de Abreu. Era um embarcação moderna, dotada de sofisticados meios de navegação e comunicação, de convés fechado, o que possibilitava aos pescadores trabalharem abrigados mesmos em condições meteorológicas adversas. A embarcação disponha de um novo sistema automatizado para a pesca do peixe espada preto. A inovação permitia reduzir os anteriores 45 minutos necessários para fazer emergir os cabos e bóias de pesca.

## Naufrágio
O Centro Coordenador de Busca e Salvamento Marítimo da Ponta Delgada recebe a 13 de Abril de 2010 pelas 20.05 horas (hora local, 21.05 em Portugal Continental) um pedido de socorro da embarcação de pesca Pico Diamante. O navio encontrava-se a cerca de 170 milhas náuticas a sudoeste da Ilha de Santa Maria.O Pico Diamante naufragou, com dez tripulantes a bordo,  cerca das 19.19 horas (hora local, 20.19 hora de Portugal Continental) vítima das más condições climatéricas verificadas no local onde se encontrava a exercer a sua actividade.
O afundamento terá sido provocado por três vagas seguidas, intercaladas por segundos, com cinco a seis metros de altura. De acordo com um dos sobreviventes a primeira onda terá atingido a embarcação na proa o que permitiu a entrada de água no navio, a segunda onda, poucos segundos depois, colocou a embarcação numa posição assaz inclinada deixando-a vulnerável a uma terceira vaga que terá provocado o afundamento.Dos dez tripulantes  apenas o mestre, João José de Abreu, não conseguiu alcançar a balsa de salvamento. Elementos da tripulação afirmam ter visto o seu mestre, a cerca de 40 metros da balsa de salvamento, agarrado a uma bóia. Contudo a forte ondulação acabaria por afastá-lo dos restantes companheiros.
Cerda de meia hora mais tarde chega ao local do naufrágio a embarcação Pico Douro, pertencente ao mesmo armador, cujo mestre era irmão do mestre entretanto desaparecido. Apesar do mau tempo que se fazia sentir os nove pescadores recusaram abandonar o local do naufrágio sem o corpo do seu mestre.
O corpo do mestre João José de Abreu só seria resgatado por volta das 21.35 horas (hora local, 22.35 horas em Portugal Continental) apresentado sinais de hipotermia tendo sido acompanhado pelo Centro de Orientação de Doentes Urgentes - Mar (CODU-MAR) do INEM, que confirmou o óbito às 22.29 horas (hora local, 23.29 horas em Portugal Continental).
A corveta da Marinha Portuguesa “João Coutinho” partiu do porto de Ponta Delgada ao encontro do barco Pico Douro com o objectivo de recolher os tripulantes naufragados bem como o cadáver do mestre da embarcação. Devido às condições atmosféricas adversas não foi possível realizar o transbordo tendo a corveta João Coutinho se limitado a acompanhar a embarcação Pico Douro.
Nas tarefas de busca e salvamento, para além da embarcação Pico Douro, foram utilizados meios da Força Aérea Portuguesa e o N.R.P. “João Coutinho” da Marinha Portuguesa.
O transbordo dos náufragos para a corveta “João Coutinho” só aconteceria por volta das 19.40 horas (hora local, 20.40 horas de Portugal Continental) do dia 15 de Abril chegando o mesmo ao porto de Ponta Delgada por volta das 01.45 horas (hora local, 02.45 horas de Portugal Continental) do dia 16 de Abril. A bordo da corveta, para além do corpo do mestre João José de Abreu, seguiam os nove náufragos bem como os dez tripulantes da embarcação Pico Douro que permaneceria atracada em Vila do Porto.
Os pescadores das duas embarcações chegariam à Ilha da Madeira por volta das 14.30 horas do dia 17 de Abril, de avião. O corpo do mestre permaneceria ainda em Ponta Delgada para ser autopsiado tendo o processo de transladação do corpo, bem como a resolução da tramitação legal, ficado a cargo de uma agência funerária. Os nove náufragos, bem como os dez tripulantes do navio Pico Douro, foram recebidos no Aeroporto Internacional da Madeira por inúmeros familiares num clima marcado por um misto de consternação e tristeza. Também marcaram presença inúmeras entidades oficiais tais como o Secretário Regional dos Recursos Humanos e o Presidente da Câmara Municipal de Câmara de Lobos.
O enterro do mestre João José de Abreu teria lugar no dia 20 de Abril, uma semana após o naufrágio, no Cemitério Municipal de Câmara de Lobos. A enorme afluência de populares vindos de toda a ilha, e dos mais diversos quadrantes sociais, constituiu uma digna homenagem de despedida ao mestre João José de Abreu.